# Fuldamobil S-3
Das Fuldamobil S-3 ist ein Automodell der Elektromaschinenbau Fulda GmbH und wurde unter der Marke Fuldamobil angeboten. Es entstanden lediglich Prototypen.

## Karosserie
Die geschlossene zweitürige Karosserie bot Platz für 2 + 2 Personen. Die Türen waren wie bei allen Modellen des Fuldamobils an der B-Säule angeschlagen. Am Heck des Fahrzeugs befand sich eine Heckklappe, die nun ein größeres Rückfenster beinhaltete, und den Zugang zum Gepäckraum oberhalb des Hinterrades und des Motors ermöglichte. Die Karosserieteile lieferten die Vereinigten Deutschen Metallwerke aus Werdohl.

## Antrieb
Der luft- bzw. gebläsegekühlte Einzylinder-Zweitaktmotor von Fichtel & Sachs verfügte über 191 cm³ Hubraum und leistete 10,2 PS. Er war vor dem einzelnen Hinterrad montiert und trieb das Hinterrad an. Die Höchstgeschwindigkeit betrug 85 km/h.

## Stückzahl
Es entstanden im Februar 1956 zwei Exemplare.